# ISO 3166-2:DJ
کد ISO 3166-2:DJ بخشی از استاندارد ایزو ۳۱۶۶ برای کشور جیبوتی است که توسط سازمان بین‌المللی استانداردسازی ISO تنظیم شده‌است این سازمان، کدهای استاندارد را برای تقسیمات کشوری (ایالت‌ها یا استان‌های) کشورهای فهرست شده در استاندارد ایزو ۳۱۶۶-۱ تعریف می‌کند.
هر کد شامل دو بخش می‌گردد که توسط علامت - جدا می‌گردند.
- بخش نخست DJ که در ایزو ۳۱۶۶-۱ آلفا-۲ کد کشور جیبوتی است.
- بخش دوم شامل یک یا دو یا سه حرف است که بیان‌کننده استان یا ایالت کشور جیبوتی می‌باشد.

## کدها
| کدها  | تقسیمات        | نوع تقسیمات |
| ----- | -------------- | ----------- |
| DJ-AS | اقلیم علی صبیح | استان       |
| DJ-AR | منطقه عرتا     | استان       |
| DJ-DI | منطقه دخیل     | استان       |
| DJ-OB | منطقه اوبوک    | استان       |
| DJ-TA | منطقه تاجوره   | استان       |
| DJ-DJ | جیبوتی (شهر)   | شهر         |